# Fletxa del sud
La Fletxa del sud és una competició ciclista per etapes que es disputa anualment per les carreteres de Luxemburg. La primera edició es disputà el 1949. Des del 2005 forma part de l'UCI Europa Tour amb una categoria 2.2.

## Palmarès
| Any     | Vencedor             | Segon                    | Tercer                  |
| ------- | -------------------- | ------------------------ | ----------------------- |
| 1949    | Roby Bintz           | Henri Kass               | Albert Kirchen          |
| 1951    | Charly Gaul          | Léon Millet              | Roger Ludwig            |
| 1952    | Roger Ludwig         | Charly Gaul              | André Moes              |
| 1953    | Charly Gaul          | Jan Plantaz              | Martinus Cuyten         |
| 1954    | Willy Gramser        | Raymond Jacobs           | Guy Badinot             |
| 1955    | Théo Simon           | Arnold Ehlen             | Jean Fourneau           |
| 1956    | Rien van Grinsven    | Piet de Jongh            | Claude Valdois          |
| 1957    | Camille Jost         | Dominique Zago           | Walthère Wislet         |
| 1958    | Willy Vanden Berghen | Louis Legros             | Giel Moonen             |
| 1959    | Bruno Martinato      | Günther Tüller           | Edmond Jacobs           |
| 1960    | Raymond Jacobs       | Bruno Martinato          | Edmond Jacobs           |
| 1961    | August Korte         | Raymond Jacobs           | Edmond Jacobs           |
| 1962    | Nicolas Manzo        | Willy Monty              | Ferdinand Boonman       |
| 1963    | Johny Schleck        | Nicolas Manzo            | Raymond Jacobs          |
| 1964    | Edy Schutz           | Norbert van Cauwenberghe | Henk de Jong            |
| 1965    | Edy Schutz           | Bernard Guyot            | Dieter Koslar           |
| 1966    | Ortwin Czarnowski    | Martin Gombert           | Josy Johanns            |
| 1967    | Roger Gilson         | Jan Spetgens             | Josy Johanns            |
| 1968    | Guy Boitrelle        | Martin Gombert           | Roger Gilson            |
| 1969    | Roger Gilson         | Roland Smaniotto         | Jörg Frank              |
| 1970    | Walter Burki         | Ben Jurians              | Wim de Waal             |
| 1971    | Fons van Katwijk     | Gustave Hermans          | Aad van den Hoek        |
| 1972    | Alfred Gaida         | Roby Treis               | Freddi Libouton         |
| 1973    | Erny Kirchen         | Ferdy Reuland            | Klaus Jördens           |
| 1974    | Johan van der Meer   | Adri van Houwelingen     | Reinhold Griese         |
| 1975    | Fausto Stiz          | Jan Trybala              | Lucien Didier           |
| 1976    | Luciano Sacher       | John van Herwerden       | Gabriele Mirri          |
| 1977    | Alf Segersall        | Mats Ericsson            | Denis Ertveldt          |
| 1978    | Alf Segersall        | Tommy Prim               | Kim Andersen            |
| 1979    | Conny Neiertz        | Moreno Argentin          | José da Silva           |
| 1980    | Acacio da Silva      | Jean-Louis Schneiter     | Gilbert Glaus           |
| 1981    | Jean-Louis Schneiter | Stelios Vascos           | Francis da Silva        |
| 1982    | Neil Martin          | Hakan Larsson            | Conny Neiertz           |
| 1983    | Hartmut Bölts        | Per Pedersen             | Peter Hilse             |
| 1984    | Francis da Silva     | Bjarne Riis              | John Hansen             |
| 1985    | Wim Jennen           | Armand van Mulken        | José da Silva           |
| 1986    | Rob Harmeling        | Arjan Jagt               | Werner Stutz            |
| 1987    | Hans-Werner Theisen  | Pascal Triebel           | Alain Lefever           |
| 1988    | Lutz Nippen          | Stephen Spratt           | Rolf Glasner            |
| 1989    | Daniel Lanz          | Ben Spetjens             | Pascal Meyers           |
| 1990    | Alex Zülle           | Thedy Rinderknecht       | Wolfgang Lohr           |
| 1991    | Robert de Poel       | Alexandre Ivankine       | Roland Meier            |
| 1992    | Jan Ostergaard       | Jörg Paffrath            | Niklas Axelsson         |
| 1993    | Lex Nederlof         | Holger Michels           | Pascal Triebel          |
| 1994    | Wolfgang Lohr        | Koos Moerenhout          | Reto Matt               |
| 1995    | Klaus Diewald        | Reto Matt                | Patrick Moster          |
| 1996    | Marc Lotz            | Pascal Triebel           | Mickael Schlickau       |
| 1997    | David Dante          | Jacques Peeters          | Karsten Kroon           |
| 1998    | Jan Ostergaard       | Stefan Rütiman           | Michele Favaron         |
| 1999    | Kim Kirchen          | Jos Lucassen             | Laurens Ten Dam         |
| 2000    | Giampaolo Cheula     | Frederico Berta          | Jan Ostergaard          |
| 2001    | Bradley Wiggins      | Timo Scholz              | Jan Ramsauer            |
| 2002    | Christian Weber      | Jan Ramsauer             | Steve Fogen             |
| 2003    | David Loosli         | Pieter Mertens           | Stefan Cohnen           |
| 2004    | Andy Schleck         | Roman Peter              | Michael Haas            |
| 2005    | Wolfram Wiese        | Marcin Sapa              | Laurent Didier          |
| 2006    | Geraint Thomas       | Wolfram Wiese            | Andrew Tennant          |
| 2007    | Boris Shpilevsky     | Thomasz Kiendys          | Vitaliy Kondrut         |
| 2008    | Marcel Wyss          | Tejay van Garderen       | Denís Kostiuk           |
| 2009    | Simon Zahner         | Ben Gastauer             | Maint Berkenbosch       |
| 2010    | Lasse Bøchman        | Mads Christensen         | Marten de Jonghe        |
| 2011    | Lasse Bøchman        | Harald Totschnig         | Bob Jungels             |
| 2012    | Bob Jungels          | Julian Kern              | Jure Golcer             |
| 2013    | Michael Valgren      | Mirco Saggiorato         | Joey Rosskopf           |
| 2014    | Gaëtan Bille         | Joël Zangerlé            | Ludovic Robeet          |
| 2015    | Víctor de la Parte   | Jasper Ockeloen          | Gaëtan Bille            |
| 2016    | Sérgio Sousa         | Raphael Freienstein      | Serge Dewortelaer       |
| 2017    | Mark Padun           | Riccardo Zoidl           | Rasmus Christian Quaade |
| 2018    | Gianni Marchand      | Stephan Rabitsch         | Jimmy Janssens          |
| 2019    | Quinten Hermans      | Toon Aerts               | Stef Krul               |
| 2020-21 | suspesa              | suspesa                  | suspesa                 |
| 2022    | Thibau Nys           | Thomas Bonnet            | Mika Heming             |
| 2023    | Pim Ronhaar          | Antoine Huby             | Márton Dina             |
| 2024    | Pim Ronhaar          | Lukas Rüegg              | Liam O'Brien            |
| 2025    | Martijn Rasenberg    | Thomas Mein              | Joppe Heremans          |